# Романищи (Октябрьский район)
Романищи (бел. Раманішчы) — деревня в Протасовском сельсовете Октябрьского района Гомельской области Беларуси.
На западе и востоке граничит с лесом.

## География

### Расположение
В 30 км на северо-восток от Октябрьского, 17 км от железнодорожной станции Ратмировичи (на ветке Бобруйск — Рабкор от линии Осиповичи — Жлобин), 173 км от Гомеля.

## Транспортная сеть
Рядом автодорога Паричи — Октябрьский. Планировка состоит из короткой прямолинейной улицы, близкой к широтной ориентации, к которой на востоке присоединяется меридиональная улица. Застройка односторонняя, деревянная, усадебного типа.

## История
По письменным источникам известна с XIX века как деревня в Чернинской волости Бобруйского уезда Минской губернии. В 1879 году упомянутаа в числе селений Чернинского церковного прихода. Согласно переписи 1897 года находился хлебозапасный магазин. В 1910 году в наёмном доме открыта школа, а в 1914 году для неё построено собственное здание.
С 20 августа 1924 года до 16 июля 1954 года центр Романищевского сельсовета Паричского, с 26 июня 1939 года Октябрьского районов Бобруйского (до 26 июля 1930 года) округа, с 20 февраля 1938 года Полесской, с 20 сентября 1944 года Бобруйской, с 8 января 1954 года Гомельской области. В 1929 году организован колхоз «Советская Беларусь», работала кузница. Начальная школа в 1930-е годы преобразована в семилетнюю.
Во время Великой Отечественной войны в 20-х числах июля 1941 года в районе Романищи шли тяжёлые бои (260-я пехотная дивизия с немецкой стороны и 232-я стрелковая дивизия и 18-й танковый полк - с советской). В апреле 1942 года немецкие оккупанты сожгли 30 дворов и убили 21 жителя. 15 жителей погибли на фронте.
Согласно переписи 1959 года в составе колхоза имени В. И. Ленина (центр — деревня Рассвет); работал клуб.

## Население

### Численность
- 2004 год — 52 хозяйства, 100 жителей.

### Динамика
- 1897 год — 48 дворов, 335 жителей (согласно переписи).
- 1908 год — 50 дворов, 401 житель.
- 1925 год — 75 дворов.
- 1940 год — 83 двора, 330 жителей.
- 1959 год — 318 жителей (согласно переписи).
- 2004 год — 52 хозяйства, 100 жителей.